# رود فينش
رود فينش (بالإنجليزية: Rod Finch)‏ هو عداء المسافات المتوسطة بريطاني، ولد في 5 أغسطس 1967.

## وصلات خارجية
- رود فينش على موقع الاتحاد الدولي لألعاب القوى (الإنجليزية)